# Félix le chat, le film

Félix le chat, le film (titre original : Felix the Cat: The Movie) est un film américano-germano-hongrois d'animation, réalisé par Tibor Hernádi (en), sorti en 1988, mettant en scène Félix le chat.

## Résumé
Dans une autre dimension que celle où existe Félix, un savant fou du nom de Duc de Zill (Duke of Zill), envoie son armée de robots s'emparer du royaume d'Oriana et de la princesse de même nom. Félix, appelé magiquement par la princesse, doit la sauver et rétablir l'harmonie, à l'aide de son sac magique. Mais l'ennemi de Félix, dit « le Professeur », et son neveu Poindexter (ou le Petit Biquet), rejoignent tous deux le chat. Zill veut savoir où se trouve dans le château le livre magique de l'ultime pouvoir que connaît la princesse, mais qu'elle refuse de révéler... jusqu'à ce que ses amis et Félix soient capturés. Zill lit enfin le livre tant convoité, mais il est déçu. De colère, il lance son super-robot contre eux. Pourtant Félix parvient à le détruire... et avec lui tous les projets du savant fou.

## Fiche technique
Sauf indication contraire, les informations mentionnées dans cette section peuvent être confirmées par la base de données cinématographiques IMDb,  présente dans la section « Liens externes ».
- Réalisateur : Tibor Hernádi (en)
- Scénaristes : Don Oriolo (en) (histoire), Joe Oriolo (personnages), Pete Brown
- Musique : Christopher L. Stone
- Montage : Valeria Schenk
- Producteurs : József Bujtár (pour la Hongrie), István Butala, Rene Daalder, Michael Gladishev, Don Oriolo, Janos Schenk, Christian Schneider
- Format : Couleur - Ultra Stereo - 35 mm
- Durée : 82 minutes
- Genre : comédie, animation
- Sorties : (au cinéma, sauf indication contraire) 
  - Italie : 	1er octobre 1988 	(MIFED)
  - France :	12 juillet 1991
  - Royaume-Uni : 23 octobre 1988 (Londres)
    - Royaume-Uni : 18 novembre 1988

  - États-Unis : 	26 janvier 1989 (Los Angeles International Animation Celebration : avant-première)
    - États-Unis : 22 juin 1990
    - États-Unis : 23 août 1991 (vidéo)

  - Allemagne :   11 mai 1989
  - Brésil : 	15 septembre 1989
  - Finlande : 	31 décembre 1989 (vidéo)
  - Chine : 	10 juillet 1990
  - Irlande : 	28 décembre 1990
  - Turquie :  	22 novembre 1991
  - Australie : 	2 janvier 1992
  - Japon : 	21 mars 1992 (vidéo)
    - Japon : 	19 juin 1993

  - Arménie : 	13 août 1994

### Son
- Harry Cohen
- Timothy J. Garrity (comme Tim Garrity)
- Greg Hodge
- Sherry Klein
- Keith W. Kresge (comme Keith Kresge)
- Gerry Lentz
- Terry O'Bright
- Ann Scibelli
- R. Russell Smith (comme Rusty Smith)
- Jeff Vaughn

### Effets spéciaux
Animation de la tête du personnage de Félix en images de synthèse :
- John Adamczyk
- Brad deGraf
- Pat O'Neill
- Eren Ozker
- László Radocsay
- Steve Segal
- Greg Van der Veer
- Michael Wahrman

### Animation
- Sonya Aleksieva
- Andrea Bagi
- Judit Bagó
- Melinda Bajsz
- Gábor Balla
- Andrea Balogh
- Ilona Balogh
- István Bandzsók
- Beáta Barna
- Tibor Belay
- Zuzanna Benkowska
- Gyula Berki
- András Bodó
- Andrea Borbély
- Magdolna Bozsóki
- Mónika Bulyáki
- Zsuzsa Bulyáki
- Marek Burda
- Elzbieta Burek
- Aleksandra Bylica
- Pawel Byrski
- Katalin Bánfalvi
- Bea Bányász
- Erna Bíró
- Tünde Böszörményi
- Ferenc Cakó
- Izabela Cholerek
- Eszter Csáki
- Andrzej Czaderna
- Ágnes Czája
- Júlia Demcsák
- Andrea Demeter
- Éva Dikász
- Malina Docheva
- Antoni Duda
- Krisztina Dávid
- Ferenc Dékány
- Zsuzsa Déri
- Hajnal Eszes
- Gábor Farádi
- Krisztina Fehér
- Ferenc Ficzek
- István Fillenz
- Andrzej Flettner
- Gábor Flór
- Noémi Flór
- Emmi Foky
- Rita Fülöp
- Zsuzsa Garamszegi
- Rumen Georgiev
- Júlia Glück
- Gizella Gonda
- Malgorzata Grabysa)
- Annamária Gyebnár
- Eszter György
- Lucja Habrzyk
- Ivan Hadzhitonev
- Grzegorz Handzlik
- János Hangya
- Éva Haraszti
- Péter Herczeg
- Edit Hernádi
- Oszkár Hernádi
- Tibor Hernádi
- Andrea Holczinger
- Nóra Javorniczky
- Magdolna Jehoda
- Iván Jenkovszky
- Csilla Kabai
- Marek Kaczmar
- Enikõ Kalocsai
- Lászlóné Kaposi
- Geherozodo Kasim
- Éva Kaszás
- Ferencné Kerekes
- Károly Kismányoki
- Erika Kiss
- Ilona Kiss
- Katalin Kiss
- Zofia Klaptocz
- Bernadett Klauszné Eleöd
- Jakub Klimas
- Romuald Klys
- Erika Kocsis
- Lászlóné Kocsis
- László Konoz
- Gabriella Kovács Gyõrösi
- M. Kruezah
- Imre Kukányi
- Éva Kurilla
- Erzsébet Kurucz
- Ewa Kurysia
- Zsuzsanna Kustra
- A. Kuszlsa
- Gabriella Körmöci
- Judit Körmöci
- Edina Kövér
- Krystyna Lason
- Ryszard Lepióra
- Eugene Linkov
- Katalin Láng
- Ildikó Magda
- Ella Magyari
- Csabáné Major
- Nándor Markó
- Ingrid Martinek
- Mária Maráczy
- Janusz Matusik)
- Böbe Melczer
- Gézáné Melczer
- Tiborné Meleghegyi
- Katalin Messing
- Tamásné Mirk
- Levente Mátrai
- Éva Mátrainé Óvári
- Mária Máté
- Kálmánné Nagy
- Zsuzsanna Nagy
- Éva Kelemen Nagyné
- Beatrix Nemes
- Mariann Nyakó
- Eta Nánási
- Mariann Németh
- Beáta Olajos
- István Orosz
- Edit Pancsák
- Miklós Papp
- Hermann Pasitka
- Raymundné Pataky
- András Paulovics
- Yanko Petrov
- Gábor Pichler
- Mónika Polaschek
- Klára Polecsák
- Lászlóné Páhi
- István Pálfi
- Jánosné Páni
- Márta Pásztor
- Mária Pénzár
- Jánosné Pócs
- Joanna Radon
- Lászlóné Remeczky
- Ágnes Reményi
- Teresa Rokowska-Klis
- Éva Románcz
- János Ruppert
- Elizabet Rózsahegyi
- Olga Sadkowska
- Anna Sasvári
- József Schibik
- Katalin Seregi
- Andrea Siba
- Mária Simon
- Sándor Snepp
- Yvette Sostarics
- Vladimir Spasojevic
- Stanislaw Swider
- István Szabados
- Gabriella Szabó
- István Szabó
- Tünde Szabó
- Árpád Szabó
- Zoltán Szalay
- Kálmán Szijártó
- Mariann Szili
- Enikõ Szombati
- Csaba Szórády
- Györgyné Szücs
- Edit Sárkány
- Zoltán Tardos
- Eszter Temesi
- Péter Tenkei
- Janko Trajanov
- Anton Trayanov
- Klára Tuza
- Nastimir Tzachev
- Bernadett Tóth
- Csaba Tóth
- Endre Tóth
- Gábor Tóth
- Lajos Tóth
- Jenõ Udvardi
- Erzsébet Udvarnoki
- József Udvarnoki
- János Uzsák
- Andrea Varga
- Erika Varga
- László Varga
- Atanas Vasilevr
- Emõke Vata
- Tamás Veres
- Gyõzõ Vida
- Attila Vona
- Dóra Votin
- Éva Szabó Váginé
- Eszter Vágó
- Zsani Vígh
- Ágnes Völler
- Zsuzsa Wieser
- János Zana
- Despina Zhelyazova
- Mária Zsebényi
- Ervinné Zágonyi
- Katalin Ábrahám

### Montage
- Rick Arbuckle
- Kaye Coats
- Rene Daalder
- Julia Moye
- Rebecca Ross
- Woody Wilson

### Musique
- Jürgen Korduletsch
- Don Oriolo
- Christian Schneider
- Bernd Schonhofen
- Nick Vidar (non crédité)

## Distribution
Sauf indication contraire, les informations mentionnées dans cette section peuvent être confirmées par la base de données cinématographiques IMDb,  présente dans la section « Liens externes ».
Voix des acteurs originaux :
- Chris Philipps (en) : le Professeur Grumper
- Maureen O'Connell : Princesse Oriana
- Peter Newman (en) : The Duke of Zill, Wack Lizardi, Pim (crédité comme Peter Neuman)
- Alice Playten : Madam Pearl, Poindexter (créditée comme Alice Playton)
- David Kolin : Félix le Chat
- Don Oriolo (en) : Créature
- Susan Montanaro
- Christian Schneider
- Michael Fremer

## À propos du film
Les personnages du film sont tirés des séries télévisées avec le « nouveau » Félix de Joe Oriolo.
Bien que prévu pour sortir en salles américaines de cinéma, le film n'a principalement été distribué qu'en cassettes vidéo, puis DVD dans la décennie suivante.
Le budget du film a été d'environ 9 millions de dollars USD. Il n'a rapporté qu'à peine 2 millions de dollars USD.